# Guvernoratul Lahij
Lahij (în arabă:لحج) este un guvernorat în Yemen. Reședința sa este orașul Lahij.